# Рандолф (округ, Арканзас)
Ра́ндолф (англ. Randolph County) — округ в США, штате Арканзас. Официально образован 29 октября 1835 года. По состоянию на 2010 год, численность населения составляла 17 969 человек. Получил своё название в честь американского политического деятеля и конгрессмена Джона Рэндольфа.

## География
По данным Бюро переписи США, общая площадь округа равняется 1 699 км², из которых 1 689 км² суша и 10 км² или 0,6 % это водоёмы.

### Соседние округа
- Орегон (Миссури) — северо-запад
- Рипли (Миссури) — северо-восток
- Клей (Арканзас) — восток
- Грин (Арканзас) — юго-восток
- Лоренс (Арканзас) — юг
- Шарп (Арканзас) — запад

## Демография
По данным переписи населения 2000 года в округе проживает 18 195 жителей в составе 7 265 домашних хозяйств и 5 245 семей. Плотность населения составляет 11 человек на км². На территории округа насчитывается 8 268 жилых строений, при плотности застройки 5 строений на км². Расовый состав населения: белые — 96,99 %, афроамериканцы — 0,97 %, коренные американцы (индейцы) — 0,53 %, азиаты — 0,07 %, гавайцы — 0,01 %, представители других рас — 0,27 %, представители двух или более рас — 1,15 %. Испаноязычные составляли 0,82 % населения независимо от расы.
В составе 30,70 % из общего числа домашних хозяйств проживают дети в возрасте до 18 лет, 58,40 % домашних хозяйств представляют собой супружеские пары проживающие вместе, 9,90 % домашних хозяйств представляют собой одиноких женщин без супруга, 27,80 % домашних хозяйств не имеют отношения к семьям, 24,70 % домашних хозяйств состоят из одного человека, 12,10 % домашних хозяйств состоят из престарелых (65 лет и старше), проживающих в одиночестве. Средний размер домашнего хозяйства составляет 2,46 человека, и средний размер семьи 2,93 человека.
Возрастной состав округа: 24,60 % моложе 18 лет, 8,30 % от 18 до 24, 25,70 % от 25 до 44, 24,30 % от 45 до 64 и 17,00 % от 65 и старше. Средний возраст жителя округа 39 лет. На каждые 100 женщин приходится 96,00 мужчин. На каждые 100 женщин старше 18 лет приходится 90,50 мужчин.
Средний доход на домохозяйство в округе составлял 27 583 USD, на семью — 33 535 USD. Среднестатистический заработок мужчины был 25 006 USD против 18 182 USD для женщины. Доход на душу населения составлял 14 502 USD. Около 11,90 % семей и 15,30 % общего населения находились ниже черты бедности, в том числе — 18,80 % молодежи (тех кому ещё не исполнилось 18 лет) и 15,20 % тех кому было уже больше 65 лет.